# Reinold Hagen
Reinold Hagen (* 1. Januar 1913 in Siegburg; † 23. August 1990) war ein deutscher Unternehmer im Bereich Kunststoffverarbeitung und Maschinenbau.
Der aus Siegburg stammende Reinold Hagen gründete dort 1935 die Galvanischen Werkstätten und verlagerte sie nach Kriegsende nach Holzlar. Nach einer Umbenennung in „Kautex-Werke“ und einem programmatischen Richtungswechsel gelang es Hagen, das Unternehmen zu einem der führenden Kunststoffverarbeiter in der Bundesrepublik Deutschland zu expandieren. Das Extrudieren (Aufblasen) von Hohlkörpern wurde zu seiner Spezialität, ebenso wie die Entwicklung und der Bau dazu benötigter Maschinen, die ebenfalls weltweit exportiert wurden. Darüber hinaus war Hagen als äußerst sozial engagierter Christ in seiner Gemeinde aktiv. Er war seit 1938 verheiratet mit Änne Lütz (1904–1987). Sie bekamen zwischen 1939 und 1945 drei Töchter und zwei Söhne: Marlene, Reinold, Rita, Irmgard und Winfried. 

## Ausbildung
Reinold Hagen wurde am 1. Januar 1913 als ältester Sohn der Eheleute Theodor Hagen (1875–1934) und Magdalene Hagen geb. Goergens (1887–1964) in Siegburg geboren. Die Familie bekam bis 1926 sieben weitere Kinder. Theodor Hagen war u. a. zum Kriegsdienst eingezogen, es gelang ihm aber, sein Architekturbüro nach dem Krieg weiterzuführen. Reinold Hagen entwickelte schon früh den Wunsch, Ingenieur zu werden. Nach dem Abschluss der Volksschule und des Realgymnasiums in Siegburg begann er ein Volontariat bei den Klöckner-Mannstaedt-Werken in Troisdorf. Im April 1933 wechselte er an die Staatliche Höhere Fachschule für Edelmetallindustrie in Schwäbisch Gmünd, die er nach zwei Semestern mit einem Abschluss im Galvaniseurgewerbe (Metallveredelung) verließ. 1934 nahm er seine erste Stelle bei der Robert Bosch AG in Stuttgart an, sein langfristiges Ziel aber war die Selbstständigkeit mit einer eigenen Fabrik. Nach dem Tod des Vaters zog Reinold Hagen 1935 zurück nach Siegburg und übernahm die wirtschaftliche Verantwortung für seine Mutter und seine jüngeren Geschwister. Mit 22 Jahren ging er das Risiko der Selbstständigkeit ein. 

## Firmengründung
Ab August 1935 baute er sich eine kleine Fabrik an der Wilhelmstraße 165 in Siegburg auf, die „Galvanischen Werkstätten Reinold Hagen“. Die Fabrik war spezialisiert auf metallische Oberflächenbehandlungen. Im März 1936 wurde er zum Reichsarbeitsdienst eingezogen. Nach seiner Entlassung konzentrierte er sich auf den technischen Ausbau der Fabrik, während die Buchhaltung seine spätere Frau Änne Lütz übernahm. Da die Galvanischen Werkstätten als kriegswichtiger Betrieb eingestuft wurden, war Reinold Hagen nicht zum Kriegsdienst verpflichtet und produzierte auch mit Hilfe von Zwangsarbeitern. Neben der Galvanik experimentierte Hagen mit PVC und stellte Halbzeuge aus Kunststoff her. 

## Kautex
Am 6. März 1945 wurde das Siegburger Werk durch einen Luftangriff vollständig zerstört und in den folgenden Monaten in Holzlar wieder aufgebaut. Mit der Umbenennung von „Galvanische Werke“ in „Kautex“ (heute Kautex Textron und Kautex Maschinenbau) demonstrierte Hagen einen Neuanfang nach dem Krieg. Sein Ideenreichtum und sein Aufbauwille waren unerschütterlich. 1947 beschäftigte er schon wieder 47 Mitarbeiter. 1949 ging der Schrumpfschlauch in Produktion, nachdem Reinold Hagens Bruder Norbert Hagen ein Verfahren entwickelt hatte, mit dem fest anliegende Überzüge oder Ummantelungen aus Kunststoff auf Profile gezogen werden konnten. Durch einen Verarbeitungsfehler kam Reinold Hagen auf die Idee, den Kunststoff gezielt aufzublasen, so wie man es mit Glas seit Jahrhunderten machte. Sein Bruder Norbert griff den Gedanken auf und entwickelte 1950 den ersten 10-Liter-Ballon aus Polyethylen, den ersten nahtlos geblasenen Großbehälter der Welt. Die Blasformtechnik von Glas auf Kunststoff übertragen zu haben, war die größte Innovation der Hagen-Brüder. Sie erreichten sie durch Improvisation, Initiative und Ideen und verkörperten damit ein Stück weit die für Deutschland typische Bastlerinnovation.
Die Mitarbeiterzahl von Kautex stieg von 47 (1947) bis auf 1.400 (1966) an, die Fertigung konnte mit der steigenden Nachfrage kaum Schritt halten. Kautex-Werke in Bonn-Holzlar und Bonn-Duisdorf für die Hohlkörperproduktion als auch den dazugehörigen Maschinenbau wurden nach und nach ausgebaut. Die Maschinen für die Hohlkörperproduktion wurden bei Kautex-Maschinenbau in Holzlar produziert, dieser Teil des Unternehmens allerdings 1976 an Krupp verkauft. 1963 besaß Hagens Unternehmen 120 Patente im In- und Ausland, wozu auch der 1963 erstmals amtlich zugelassene Benzinkanister aus Kunststoff gehörte. Auch Batterietanks aus Kunststoff, die sich ab 1968 aufgrund ihrer Korrosionsbeständigkeit flächendeckend in deutschen Haushalten durchsetzten, gehen auf Reinold Hagen zurück. 1973 wurde erstmals serienmäßig der VW Passat mit einem Kautex-Benzintank ausgestattet. Damit begann eine neue und für die Automobilindustrie wegweisende Entwicklung. Daneben wurden auch technische Hohlkörper für elektrische Haushaltsgeräte entwickelt und produziert. 
Das Unternehmen Kautex erfuhr im Laufe der Zeit mehrere gesellschaftsrechtliche Umstrukturierungen. 1972 als GmbH eingetragen, wurde es 1982 zur AG mit Reinold Hagen als Aufsichtsratsvorsitzendem. Auch sein Sohn Reinold Hagen jun. arbeitete als Wirtschaftsingenieur im väterlichen Unternehmen. Um sein Lebenswerk über den Tod hinauszuführen, verkaufte Reinold Hagen jedoch 1989 das Unternehmen (heute Kautex Textron) und gründete die Dr. Reinold Hagen Stiftung, deren Gemeinnützigkeit 1990 anerkannt wurde. Die Stiftung initiiert Vorhaben im Bildungs- und Forschungsbereich, speziell in der Kunststofftechnik mit dem Schwerpunkt Blasformen und Maschinenbau, gewerblich-technische Aus- und Weiterbildung sowie Projekten zur Berufswahlorientierung. Damit ist die Stiftung im Geist des Stifters aktiv, denn Reinold Hagen hatte immer großen Wert auf die Aus- und Weiterbildung seiner Mitarbeiter gelegt.

## Privates Engagement
Privat zog Reinold Hagen das Naherholungsgebiet Eifel weiten Reisen vor. In Stahlhütte an der Ahr erwarb er ein Gut und baute es nach seinen Vorstellungen um, initiierte einen dort noch heute existierenden Campingplatz und legte Fischteiche an.
Ehrenamtlich widmete sich Reinold Hagen der Kommunalpolitik und folgte damit dem Beispiel seiner Eltern. Sein Vater Theodor Hagen war von 1910 bis 1916 Stadtverordneter in Siegburg, die Mutter 1933 zum Mitglied der Zentrumspartei im Kreistag gewählt worden sowie Geschäftsführerin des Kreisverbandes Sieg des Bundes der Kinderreichen. Reinold Hagen gehörte zu den Mitbegründern der CDU des Siegkreises und war von 1948 bis 1964 Bürgermeister der Gemeinde Holzlar, von 1961 bis 1964 auch des Amtes Menden. In seiner Gemeinde Holzlar unterstützte er in vielfältiger Weise das Vereinswesen. Sein soziales Engagement in der Kirchengemeinde geht auf die Prägung in der Großfamilie zurück, in der er nach christlichen Maßstäben erzogen worden war. Seine Frau Änne und er waren tief im katholischen Glauben und Gemeinwesen verwurzelt und unterstützten beide großzügig die Steyler Missionare. 1951 wurde Reinold Hagen Vorsitzender einer Arbeitsgemeinschaft zum Bau der Christ-König-Kirche, die sein Bruder Architekt Hermann Hagen, der auch das Architekturbüro ihres Vaters Theodor Hagen weiter führte, entwarf und umsetzte. Nach der Gründung der neuen Kirchengemeinde wurde Reinold Hagen 1955 Zweiter Vorsitzender des Kirchenvorstandes. 

## Auszeichnungen
- 1956 Ernennung zum Ritter des päpstlichen Silvesterordens wegen seines Engagements für die Kirchengemeinde Christ König und die Steyler Missionare
- 1966 Verleihung der Ehrendoktorwürde der San-Carlos-Universität der Philippinen in Anerkennung seiner Leistungen in der Wirtschaft, seiner internationalen Arbeit und der Förderung humanitärer Aufgaben in Übersee
- Zahlreiche fachbezogene Auszeichnungen der Industrie